# 倉敷市立乙島小学校
倉敷市立乙島小学校（くらしきしりつ おとしましょうがっこう）は、岡山県倉敷市玉島乙島に位置する玉島にある市立小学校。

## 概要
学校は小高い丘の上にあり、東に高梁川や水島地区のコンビナートを望む。
校舎や体育館の耐震化工事が2009年より行われ、2015年2月に完了した。
玉島地区の他の小中学校より比較的運動場が広く、耐震化工事のためのプレハブ校舎がある状況でも、運動会などのイベントを開催するスペースがあった。
また、丘の上という立地条件から、津波が予想される災害の際は、玉島東中学校や、近辺の幼稚園・保育園からの避難場所になっている。

## 沿革
《出典：》
- 1873年（明治6年） - 乙島村大字乙島円乗院に啓蒙所[注釈 2]を開設のち立志小学校称す。
- 1889年（明治22年）4月 - 乙島尋常小学校と改称。
- 1903年（明治36年）10月 - 玉島町立第二玉島尋常小学校と改称。
- 1922年（大正11年）4月 - 玉島町立玉島第二尋常小学校と改称。
- 1941年（昭和16年）10月 - 玉島町立玉島第二国民学校と改称。
- 1947年（昭和22年）4月 - 学制改革により玉島町立玉島第二小学校と改称。
- 1952年（昭和27年）1月 - 玉島市の新設合併に伴い玉島市立乙島小学校と改称。
- 1954年（昭和29年）4月 - 乙島坂田新田に坂田分校を設立。
- 1956年（昭和31年）4月 - 坂田分校が玉島市立乙島東小学校として独立。
- 1965年（昭和40年）10月 - 校歌「乙島小子どもの歌」ができる（作詞：亀山茂樹、作曲：秋田勲）。
- 1967年（昭和42年）2月 - 倉敷市の新設合併に伴い倉敷市立乙島小学校と改称。
- 1971年（昭和46年）5月 - 校地を現在地に新設、新校舎第一期工事竣工。9学級先行移転。
- 1972年（昭和47年）4月 - 新校舎第二期工事竣工、全面移転。
- 1973年（昭和48年）
  - 1月 - 新校舎第三期工事竣工。
  - 9月 - プール竣工。
  - 12月 - 屋内運動場竣工。
- 1976年（昭和51年）11月 - 校門、南通用門及び校地南フェンス工事竣工。
- 1983年（昭和58年）1月 - 校庭側溝新設工事。
- 1985年（昭和60年）8月 - 校地内北側道路天神ハイツ木ノ山線新設に伴うフェンスの新設。
- 1986年（昭和61年）10月 - 運動場夜間照明施設工事竣工。
- 1987年（昭和62年）6月 - プール改修全面塗装。
- 1988年（昭和63年）8月 - 校舎改造工事 （放送室増設・特別教室テレビ台設置南舎外壁塗装・印刷室湯沸室等改造・配線取替・階段手すり取替等）。
- 1989年（平成元年）8月 - 屋内運動場屋根張替工事完了。
- 1991年（平成3年）3月 - 音楽室床じゅうたん張替修理完了。
- 1995年（平成7年）12月 - 空調設備工事完了。
- 1996年（平成8年）7月 - 南舎屋上防水工事。
- 1997年（平成9年）
  - 3月 - コンピュータ設置工事開始。
  - 11月 - 岡山県・倉敷市教育委員会指定ティームティーチング（英語版）研究発表会。
- 1998年（平成10年）
  - 3月 - 倉敷市教育功労者表彰[注釈 3]。
  - 4月 - 排水設備改修工事完了。
  - 10月 - 岡山県教育関係功労者表彰[注釈 3]。
- 2000年（平成12年）
  - 2月 - プールフェンス張替工事完了。
  - 7月 - 北校舎屋上改修工事完了、受水槽・高置水槽設置。
- 2003年（平成15年）
  - 3月 - 情緒の教室改修。
  - 8月 - 屋内運動場窓枠改修。
- 2005年（平成17年）
  - 3月 - 南舎（東半分）屋上防水工事。
  - 6月 - 南舎（西半分）屋上防水工事。
- 2006年（平成18年）5月 - プール塗装工事完了。
- 2009年（平成21年）10月 - 体育館耐震工事。
- 2010年（平成22年）
  - 3月 - 体育館放送設備更新。
  - 6月 - 校庭の芝生化（小運動場）。
- 2013年（平成25年）1月 - 災害用マンホールトイレ設置工事。
- 2014年（平成26年）7月 - 北舎耐震工事完了。
- 2015年（平成27年）2月 - 南舎耐震工事完了。
- 2018年（平成30年）7月 - 西日本豪雨災害のための避難所開設。
- 2024年（令和06年）1月31日 - 「乙島小学校 120歳を祝う会」及び「感謝の会」を開催[注釈 1][3]。

## 通学区域が隣接している学校
- 倉敷市立乙島東小学校
- 倉敷市立上成小学校
- 倉敷市立玉島小学校
- 倉敷市立柏島小学校
- 倉敷市立玉島南小学校